# (2142) Landau
(2142) Landau (1972 GA) – planetoida z pasa głównego asteroid okrążająca Słońce w ciągu 5,65 lat w średniej odległości 3,17 au. Odkryta 3 kwietnia 1972 roku.